# 그리스도의 성체 성혈 대축일
그리스도의 성체 성혈 대축일(聖體聖血大祝日, 라틴어: Sollemnitas Ss.mi Corporis et Sanguinis Christi)은 로마 전례에서 예수 그리스도의 몸(성체)과 피(성혈)로 이루어진 성체성사의 제정과 신비(성변화)를 기념하는 대축일이다. 그리스도의 성체 성혈 대축일로부터 2달 전인 성목요일에 성체성사 제정을 기념하긴 하지만, 이날은 성주간에 있어 엄숙한 분위기로 진행되기 때문에 수난의 생각을 동반하지 않고 기쁨으로 성체와 성혈을 축하할 수 있도록 그리스도의 성체 성혈 대축일이 제정되었다.
전통적으로 삼위일체 대축일 후 첫 번째 목요일에 지켜지는데, 대한민국에서는 사목적 배려로 원래 날짜보다 3일 뒤인 일요일로 옮겨 지낸다.
일부 지역에서는 이날 미사가 끝나면 성광에 성체를 모시고 성체 거동과 성체 강복을 하기도 한다. 로마에서는 매년 이날마다 교황이 산 조반니 인 라테라노 대성전에서 산타 마리아 마조레 대성전까지 성체 거동을 한 다음 성체 강복을 한다.
오스트리아, 아르헨티나, 브라질, 볼리비아, 보스니아헤르체고비나의 일부 지역, 칠레, 콜롬비아, 크로아티아, 쿠바, 도미니카 공화국, 동티모르, 아이티, 이스라엘의 예루살렘, 독일의 일부 지역, 그레나다, 리히텐슈타인, 모나코, 파라과이, 페루, 폴란드, 포르투갈, 푸에르토리코의 일부 지역, 산마리노, 스페인, 스위스의 일부 지역, 세인트루시아, 트리니다드 토바고, 미국의 일부 지역, 우루과이, 베네수엘라 등 가톨릭 신자가 대다수인 몇몇 나라나 지역에서는 공휴일로 지내고 있다.

## 같이 보기
- 입을 열어 구세주의 영광을 찬미하세
- 지존하신 성체
- 찬양하라 시온이여